# Igreja de Nossa Senhora (Bruges)

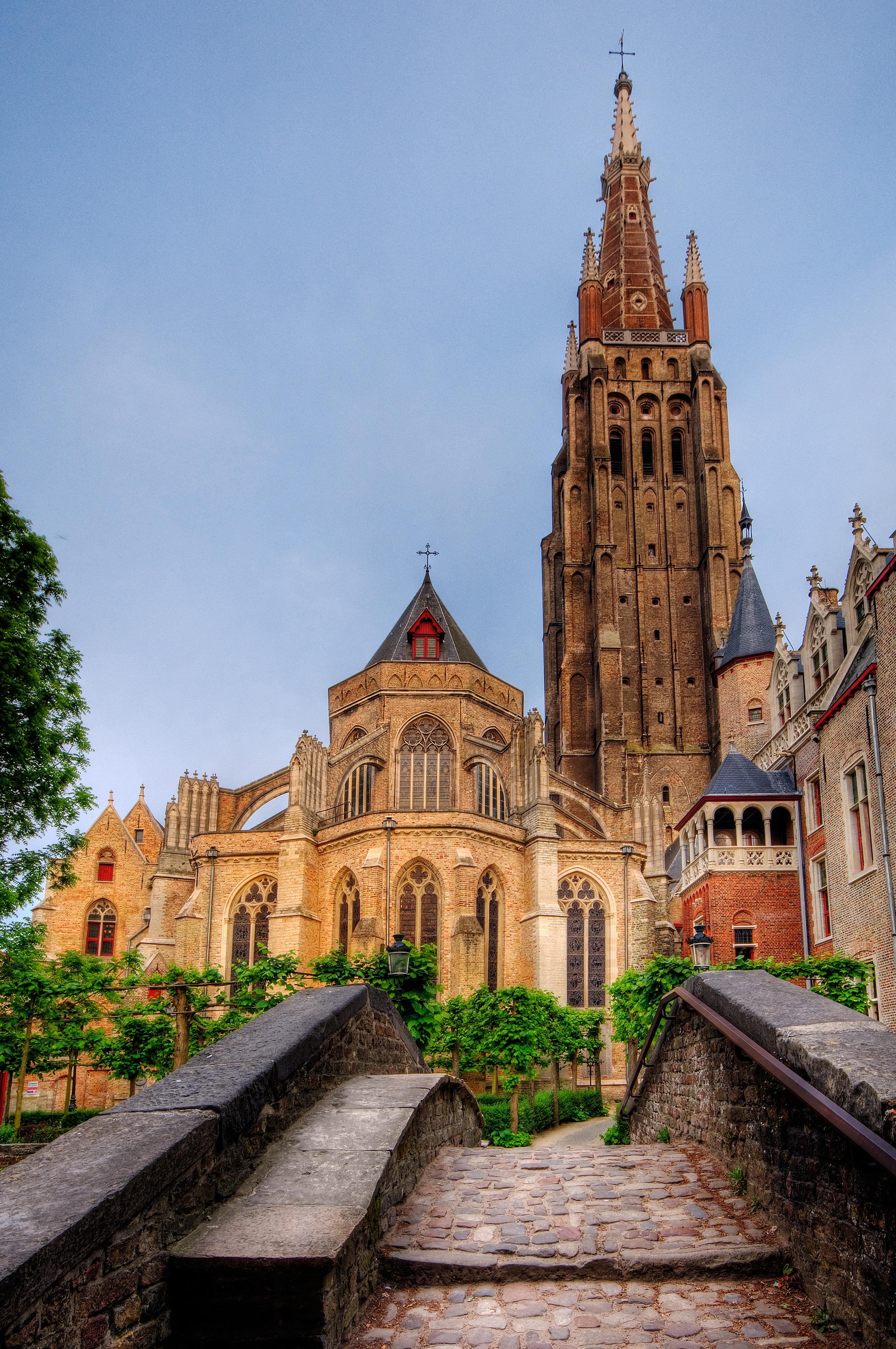
Imagem da igreja

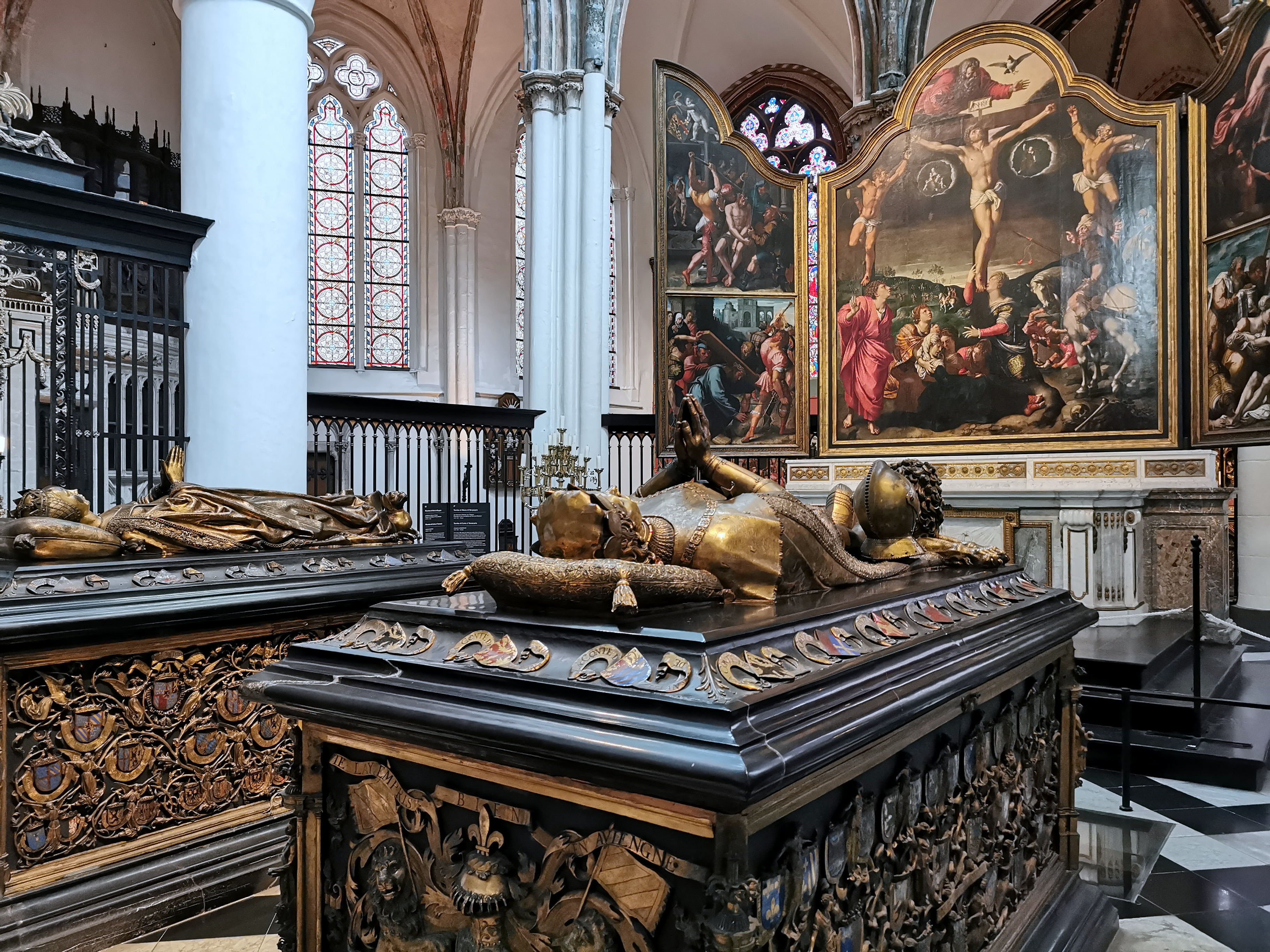
Carlos, Duque da Borgonha e de sua filha, Maria, Duquesa da Borgonha

A Igreja de Nossa Senhora é uma igreja católica localizada na cidade de Bruges, na Bélgica, cuja época de construção remonta principalmente aos séculos XIII, XIV e XV. Com o pináculo a 116 metros de altura, é a construção mais alta da cidade.
Encontram-se atrás do altar-mor os túmulos de Carlos, Duque da Borgonha e de sua filha, Maria, Duquesa da Borgonha.
O corredor sul da igreja consagra uma das mais célebres obras da arte sacra — a escultura de mármore branco Madona de Bruges, criada por Michelangelo por volta de 1504.